# Iosîpivka, Odesa
Iosîpivka (în ucraineană Йосипівка, în germană Josefstal) este un sat în comunei Maiakî din raionul Odesa, regiunea Odesa, Ucraina. Satul a fost locuit de germanii pontici. Aceștia erau romano-catolici, proveneau din Alsacia și au fondat satul în 1803.

## Istorie
În Al Doilea Război Mondial în cimitirul din curtea bisericii romano-catolice din localitate, distrusă în timpul Uniunii Sovietice, au fost înmormântați militari români, decedați în timpul luptelor de pe Frontul de est. Nu este cunoscut daca mormintele mai există, datorită considerentelor de ordin politic și ideologic din Uniunea Sovietică postbelică. Printre cei înmormântați aici se numără:
- caporalul Ștefan V. Guță, decedat la 3 septembrie 1941;[3]
- locotenetul loan-Grigore Cosmovici; decedat în 11 septembrie 1941;[4]
- locotenentul în rezervă Nicolae V. Melinte, decedat în 21 septembrie 1941 în timpul luptelor de la Dalnic;[5]
- fruntașul Mircea Trifan, decedat în 21 septembrie 1941 în timpul luptelor de la Dalnic;[6]
- sublocotenetul în rezervă Neculai Balan, decedat la 22 septembrie 1941 în timpul luptelor de la Odesa; [7]
- caporalul Culița Ghiga, decedat în timpul luptelor de la Dalnic și înmormântat la 28 septembrie 1941;[8]
- locotenetul în rezervă Vasile Gh. Vasiliu, decedat în timpul luptelor de la Dalnic la 2 octombrie 1941;[9]
- soldatul Ionel Drugescu, decedat la 2 octobrie 1941;[10]
- căpitanul Dimitrie N. Bărbulescu, decedat în 9/10 octombrie 1941;[11]
- soldatul Teodor Panaitescu, decedat în timpul luptelor de la Dalnic;[12]
- sergentul Simion Lascăr;[13]
- sergentul Dumitru Mustață.[14]

## Demografie
Componența lingvistică a localității Iosîpivka
     Ucraineană (86,77%)
     Rusă (10,78%)
     Alte limbi (2,45%)
Conform recensământului din 2001, majoritatea populației localității Iosîpivka era vorbitoare de ucraineană (86,77%), existând în minoritate și vorbitori de rusă (10,78%).